# Liste der Baudenkmäler in Schöllkrippen
Auf dieser Seite sind die Baudenkmäler in dem unterfränkischen Markt Schöllkrippen zusammengestellt. Diese Tabelle ist eine Teilliste der Liste der Baudenkmäler in Bayern. Grundlage ist die Bayerische Denkmalliste, die auf Basis des Bayerischen Denkmalschutzgesetzes vom 1. Oktober 1973 erstmals erstellt wurde und seither durch das Bayerische Landesamt für Denkmalpflege geführt wird. Die folgenden Angaben ersetzen nicht die rechtsverbindliche Auskunft der Denkmalschutzbehörde.
 Diese Liste gibt den Fortschreibungsstand vom 15. April 2020 wieder und enthält 57 Baudenkmäler.

## Baudenkmäler nach Gemeindeteilen

### Schöllkrippen
| Lage                                     | Objekt                                    | Beschreibung | Akten-Nr.     | Bild           |
| ---------------------------------------- | ----------------------------------------- | --- | ------------- | -------------- |
| Am Sackhaus 1, 3, 5, 7 (Standort)        | Ehemaliges Sackhaus bzw. Zehntscheune     | Großes zweigeschossiges Fachwerkgebäude mit kleinerem Vorbau, Satteldach, massivem Erdgeschoss und Zierfachwerk, Fachwerkbauten 1473 und 1572, steinerner Anbau 1585                | D-6-71-152-12 | weitere Bilder |
| Am Sackhaus 6 (Standort)                 | Ehemals Mühle, ab 1860 Krankenhaus        | Zweigeschossiger, traufständiger, langgestreckter Fachwerkbau mit Satteldach und massivem Erdgeschoss, 19. Jh.                                                                      | D-6-71-152-14 | weitere Bilder |
| Aschaffenburger Straße 10 (Standort)     | Wohnhaus                                  | Zweigeschossiges giebelständiges Fachwerkhaus mit Satteldach auf Kellersockel, die südliche Traufseite massiv erneuert, 19. Jh. nachqualifiziert                                    | D-6-71-152-13 | weitere Bilder |
| Aschaffenburger Straße 24 (Standort)     | Ehemaliges königliches Forstamt           | Zweigeschossiger Sandsteinquaderbau mit Satteldach, 1861 Eingeschossiger Anbau mit Mansardhalbwalmdach und Sandsteingliederungen, bezeichnet „1914“                                 | D-6-71-152-60 | weitere Bilder |
| bei Aschaffenburger Straße 45 (Standort) | Muttergottesfigur                         | Auf hohem profilierten, quaderförmigen Inschriftensockel, Sandstein, spätes 19. Jh.                                                                                                 | D-6-71-152-22 | weitere Bilder |
| Lindenstraße 18 (Standort)               | Wandbildstock                             | Massiver Korpus auf Konsolen mit rundbogiger Bildnische mit Pietà, Stein, 18./19. Jh.                                                                                               | D-6-71-152-10 | weitere Bilder |
| Reuschberger Weg (Standort)              | Bildstock                                 | | D-6-71-152-28 | weitere Bilder |
| Krombacher Weg (Standort)                | Bildstock                                 | Gefaster Pfeiler mit Pietá in Bildnischenaufsatz mit giebelförmigem Abschluss, Beton, bez. 1953                                                                                     | D-6-71-152-27 | weitere Bilder |
| Keilrainstraße 18 (Standort)             | Bildstock                                 | Kurze Säule auf quaderförmiger Basis mit profiliertem Kapitell und Rundbogenaufsatz mit reliefierter Kruzifixdarstellung und bekrönendem Kreuz, bez. 1846                           | D-6-71-152-25 | weitere Bilder |
| Am Weg zur Kreuzziegelhütte ()           | Bildstock                                 | nicht nachqualifiziert, im Bayerischen Denkmal-Atlas nicht kartiert | D-6-71-152-24 |                |
| Am Großfeldweg (Standort)                | Brunnenfiguren                            | Schäfer und seine Schafe, Gusseisen, 2. H. 20. Jh. | D-6-71-152-26 | weitere Bilder |
| Burgweg 1 (Standort)                     | Wohnhaus                                  | Zweigeschossiges traufständiges Fachwerkhaus mit Satteldach auf Kellersockel, um 1800                                                                                               | D-6-71-152-1  | weitere Bilder |
| Schloßfeld (Standort)                    | Bildstock, sogenanntes Gotisches Hellchen | Kurzer gefaster Inschriftenpfeiler und Giebelaufsatz mit reliefierter Kruzifixdarstellung in flacher Bildnische, Stein, 17./18. Jh.                                                 | D-6-71-152-21 | weitere Bilder |
| Im Laudenbach-Grund ()                   | Grenzstein                                | Mit Mainzer Rad nicht nachqualifiziert, im Bayerischen Denkmal-Atlas nicht kartiert                                                                                                 | D-6-71-152-29 |                |
| Holzgasse 8 (Standort)                   | Wohnhaus                                  | Zweigeschossiges giebelständiges Fachwerkhaus mit Satteldach auf Kellergeschoss, östliche Erdgeschosstraufseite massiv, im Süden moderner Anbau, 2. H. 18. Jh.                      | D-6-71-152-3  | Wohnhaus       |
| Kr AB 19 (Standort)                      | Gedenkstein                               | unbehauener Felsblock, 1813–1913 | D-6-71-152-15 | weitere Bilder |
| Laudenbacher Straße 16 (Standort)        | Wohnhaus                                  | Zweigeschossiges giebelständiges Krüppelwalmdachgebäude mit Fachwerkobergeschoss, um 1600, im frühen 19. Jh. überformt                                                              | D-6-71-152-5  | weitere Bilder |
| Lindenstraße 1 (Standort)                | Ehemaliges Bauernhaus, Wohnstallbau       | Zweigeschossiges traufständiges Fachwerkgebäude mit Satteldach auf niedrigem Kellersockel, bez. 1785, erweitert im späten 19. Jh. oder frühen 20. Jh.                               | D-6-71-152-7  | weitere Bilder |
| Lindenstraße 6 (Standort)                | Gasthof Post                              | Zweigeschossiges Walmdachhaus mit Fachwerkobergeschoss auf niedrigem Kellersockel, 18. Jh.                                                                                          | D-6-71-152-8  | weitere Bilder |
| Lindenstraße 10 (Standort)               | Alte katholische Pfarrkirche St. Lukas    | Saalkirche mit Westturm, verputzter Bau mit Eckquaderung und Satteldach mit barockem Dachreiter, 1446, Sakristei 1523, mit Ausstattung                                              | D-6-71-152-6  | weitere Bilder |
| Lindenstraße 18 (Standort)               | Wohnstallhaus                             | Zweigeschossiges giebelständiges Fachwerkhaus mit Satteldach, südliche Erdgeschosstraufseite massiv, spätes 18. Jh.                                                                 | D-6-71-152-9  | weitere Bilder |
| Marktplatz 1 (Standort)                  | Rathaus, ehemaliges Schloss               | Zweigeschossige massive Zweiflügelanlage mit Satteldach, zwei runden Ecktürmen und einem vorgebauten Treppenturm, im Kern 14. Jh., 1544 bis 1550 erneuert, Westflügel Mitte 20. Jh. | D-6-71-152-11 | weitere Bilder |
| Marktplatz 1 (Standort)                  | Wegkreuz                                  | Kruzifix über quaderförmigem Inschriftensockel, Dreinageltypus, Sandstein, um 1900                                                                                                  | D-6-71-152-2  | weitere Bilder |
| Nähe Industriestraße (Standort)          | Bildstock, sogenanntes Schloßhellchen     | mit vergitterter Figurennische und Satteldach, 18./19. Jh. | D-6-71-152-20 | weitere Bilder |
| Nähe Waagstraße (Standort)               | Bildstock                                 | Säule auf diamantiertem Postament, profilierter vierseitiger Rundbogenaufsatz mit drei Bildnischen sowie bekrönendem Kreuz, Sandstein, bez. 1746                                    | D-6-71-152-17 | weitere Bilder |
| Flurabteilung Roth ()                    | Rothellchen                               | 1784 nicht nachqualifiziert, im Bayerischen Denkmal-Atlas nicht kartiert | D-6-71-152-23 |                |
| Waagstraße 22 (Standort)                 | Wohnhaus                                  | zweigeschossiges giebelständiges Satteldachhaus mit Fachwerkobergeschoss, bez. 1837                                                                                                 | D-6-71-152-59 | weitere Bilder |
| Waagstraße 22 (Standort)                 | Scheune                                   | traufständige Fachwerkscheune mit Greddach, bezeichnet „1770“ | D-6-71-152-59 | BW             |
| Waagstraße 27 (Standort)                 | Wohnhaus                                  | Zweigeschossiges giebelständiges Fachwerkgebäude mit Satteldach auf Kellersockel, Teil eines Doppelhauses, um 1800                                                                  | D-6-71-152-16 | weitere Bilder |
| Waagstraße 43 (Standort)                 | Wohnstallhaus                             | Zweigeschossiges giebelständiges Fachwerkgebäude mit Satteldach und Risalit auf Kellersockel, 2. H. 18. Jh.                                                                         | D-6-71-152-19 | weitere Bilder |

### Ernstkirchen
| Lage                      | Objekt                    | Beschreibung | Akten-Nr.     | Bild           |
| ------------------------- | ------------------------- | --- | ------------- | -------------- |
| Ernstkirchen (Standort)   | Bildstock                 | Säule auf profiliertem Postament, profilierter vierseitiger Rundbogenaufsatz mit flachen Bildnischen sowie bekrönendes Kreuz, Sandstein, bez. 1736                           | D-6-71-152-31 | weitere Bilder |
| Ernstkirchen 3 (Standort) | Pfarrkirche St. Katharina | Verputzter Saalbau mit kreuzförmigem Querhaus, Vierungsturm und polygonaler Apsis sowie Eckquaderung 1. H. 14. Jh., Langhaus 1702, Veränderungen im 20. Jh., mit Ausstattung | D-6-71-152-30 | weitere Bilder |
| Pfarrgut (Standort)       | Kriegerdenkmal            | Kreuzschlepper auf quaderförmigem Inschriftenpostament, Stein, 1914/18 | D-6-71-152-4  | weitere Bilder |

### Hofstädten
| Lage                             | Objekt                                     | Beschreibung | Akten-Nr.               | Bild           |
| -------------------------------- | ------------------------------------------ | --- | ----------------------- | -------------- |
| Blinder Grund (Standort)         | Grenzstein                                 | hochrechteckiger Stein mit abgerundetem Kopf, mit Mainzer Rad, Sandstein, bezeichnet 1827                                          | D-6-71-152-61           | BW             |
| Meisenweg (Standort)             | Bildstock                                  | Säule mit vierseitigem Rundbogenkopfstück mit Bildnische mit Pietá und bekrönendem Kreuz, Sandstein, wohl 18. Jh.                  | D-6-71-152-34           | weitere Bilder |
| Nähe Raingartenstraße (Standort) | Bildstock                                  | Pfeiler mit zweiseitigem Rundbogenkopfstück mit Bildnische mit Pietá von 1984, Sandstein, um 1780                                  | D-6-71-152-44           | weitere Bilder |
| Huckelheimer Weg (Standort)      | Bildstock                                  | Gefaster Pfeiler, vierseitiger Aufsatz mit Kreuzdach und reliefierter Kruzifixdarstellung, umzäunt, Sandstein, bez. 1627           | D-6-71-152-43           | weitere Bilder |
| Raingartenstraße 1 (Standort)    | Wohnhaus                                   | Zweigeschossiges traufständiges Fachwerkhaus mit Satteldach auf hohem massiven Kellergeschoss mit hoher Haustreppe, frühes 19. Jh. | D-6-71-152-32           | Wohnhaus       |
| Raingartenstraße 2 (Standort)    | Wohnstallhaus                              | Giebelständiges zweigeschossiges Fachwerkhaus mit Satteldach auf niedrigem massiven Kellersockel mit Haustreppe, 2. H. 18. Jh.     | D-6-71-152-33           | weitere Bilder |
| Nähe Spessartstraße (Standort)   | Bildstock                                  | Auf Pfeiler vierseitiges Rundbogenkopfstück mit reliefierter Kruzifixdarstellung, Sandstein, wohl 17. Jh.                          | D-6-71-152-37           | Bildstock      |
| Spessartstraße 17 (Standort)     | Wohnhaus                                   | Eingeschossiges traufständiges Fachwerkhaus mit Krüppelwalmdach auf hohem Kellersockel mit Haustreppe, 2. H. 18. Jh.               | D-6-71-152-35           | weitere Bilder |
| Spessartstraße 17 (Standort)     | Zwei Nebengebäude                          | Ein großes traufständiges Fachwerkgebäude mit Satteldach, bez. 1816                                                                | D-6-71-152-35 zugehörig | BW             |
| Spessartstraße 17 (Standort)     | Ein kleines traufständiges Fachwerkgebäude | mit massivem Erdgeschoss und Satteldach 2. H. 19. Jh.                                                                              | D-6-71-152-35 zugehörig | BW             |
| Spessartstraße 19 (Standort)     | Wohnhaus                                   | Zweigeschossiges giebelständiges Fachwerkhaus mit Satteldach auf hohem Kellersockel mit Haustreppe, spätes 18. Jh.                 | D-6-71-152-36           | weitere Bilder |
| Spessartstraße 25 (Standort)     | Wohnhaus                                   | Zweigeschossiges traufständiges Fachwerkhaus mit Satteldach auf hohem Kellersockel mit Haustreppe, um 1800                         | D-6-71-152-39           | Wohnhaus       |
| Spessartstraße 29 (Standort)     | Wohnhaus                                   | zweigeschossiges traufständiges Fachwerkhaus mit Satteldach auf Kellersockel mit Haustreppe, um 1800                               | D-6-71-152-40           | weitere Bilder |
| Weißer Stein (Standort)          | Bildstock                                  | Pfeiler mit zweiseitigem Rundbogenkopfstück mit vergitterter Bildnische mit Pietá, Sandstein, 18./19. Jh.                          | D-6-71-152-42           | weitere Bilder |

### Reuschberg
| Lage       | Objekt                          | Beschreibung | Akten-Nr.     | Bild           |
| ---------- | ------------------------------- | --- | ------------- | -------------- |
| (Standort) | Gutsanlage des 18. Jahrhunderts | Wappensteine von 1600 und 1728 Kapelle 1938 nicht nachqualifiziert, im Bayerischen Denkmal-Atlas nicht kartiert | D-6-71-152-45 | weitere Bilder |

### Schneppenbach
| Lage                        | Objekt                                   | Beschreibung | Akten-Nr.     | Bild           |
| --------------------------- | ---------------------------------------- | --- | ------------- | -------------- |
| Nähe Hauptstraße (Standort) | Bildstock                                | gefaster Pfeiler, vierseitiger Aufsatz mit Kreuzdach und reliefierter Kruzifixdarstellung, Sandstein, bez. 1630.                                    | D-6-71-152-55 | weitere Bilder |
| Nähe Kirchstraße (Standort) | Bildstock                                | Säule mit vierseitigem profilierten Rundbogenkopfstück mit Bildnischen und bekrönendem Kreuz, Sandstein, 17./18. Jh.                                | D-6-71-152-54 | weitere Bilder |
| Odenwaldstraße (Standort)   | Bildstock                                | Inschriftpostament mit Säule sowie rundbogigem Flachnischenaufsatz mit Voluten und reliefierter Pietá und Kruzifixdarstellung, Sandstein, bez. 1795 | D-6-71-152-58 | weitere Bilder |
| Steinäcker (Standort)       | Bildstock                                | Rundpfeiler mit vierseitigem profilierten Rundbogenaufsatz sowie Bildnische mit reliefierter Pietá, Sandstein, bez. 1781                            | D-6-71-152-46 | weitere Bilder |
| Sämeracker ()               | Flurkreuz                                | 1890 nicht nachqualifiziert, im Bayerischen Denkmal-Atlas nicht kartiert                                                                            | D-6-71-152-56 |                |
| Flurabteilung Schimrich ()  | Gedenkstein                              | 1890 nicht nachqualifiziert, im Bayerischen Denkmal-Atlas nicht kartiert                                                                            | D-6-71-152-57 |                |
| Nähe Hauptstraße (Standort) | Ehemalige katholische Kirche St. Michael | Kapelle, verputzter Saalbau mit polygonaler Apsis, Eckquaderung und Satteldach mit Dachreiter, 1784                                                 | D-6-71-152-47 | weitere Bilder |
| Hauptstraße 21 (Standort)   | Wohnhaus                                 | Zweigeschossiges giebelständiges Fachwerkhaus mit Satteldach auf Kellersockel mit Haustreppe, 2. H. 18. Jh.                                         | D-6-71-152-48 | weitere Bilder |
| Hauptstraße 34 (Standort)   | Wohnhaus                                 | Zweigeschossiges giebelständiges Fachwerkhaus mit Satteldach auf Kellersockel mit Haustreppe, 2. H. 18. Jh.                                         | D-6-71-152-49 | weitere Bilder |
| Kirchstraße 5 (Standort)    | Wohnhaus                                 | Zweigeschossiges giebelständiges Fachwerkhaus mit Satteldach auf hohem Kellersockel mit Haustreppe, um 1800                                         | D-6-71-152-52 | weitere Bilder |

## Ehemalige Baudenkmäler
In diesem Abschnitt sind Objekte aufgeführt, die früher einmal in der Denkmalliste eingetragen waren, jetzt aber nicht mehr. Objekte, die in anderem Zusammenhang also z. B. als Teil eines Baudenkmals weiter eingetragen sind, sollen hier nicht aufgeführt werden. Aktennummern in diesem Abschnitt sind ehemalige, jetzt nicht mehr gültige Aktennummern.

| Lage                                                                  | Objekt      | Beschreibung             | Akten-Nr.     | Bild           |
| --------------------------------------------------------------------- | ----------- | ------------------------ | ------------- | -------------- |
| Hofstädten Omersbacher Weg ()                                         | Bildstock   | 1743                     | D-6-71-152-41 |                |
| Schneppenbach an der Gemarkungsgrenze Hofstädten und Schneppenbach () | Grenzsteine | Mit Löwe und Mainzer Rad | D-6-71-152-53 | weitere Bilder |

## Abgegangene Baudenkmäler
In diesem Abschnitt sind Objekte aufgeführt, die früher einmal in der Denkmalliste eingetragen waren, jetzt aber nicht mehr existieren, z. B. weil sie abgebrochen wurden. Aktennummern in diesem Abschnitt sind ehemalige, jetzt nicht mehr gültige Aktennummern.

| Lage                                    | Objekt       | Beschreibung                                               | Akten-Nr.     | Bild |
| --------------------------------------- | ------------ | ---------------------------------------------------------- | ------------- | ---- |
| Schneppenbach Hauptstraße 48 (Standort) | Fachwerkhaus | Frühes 19. Jahrhundert; das Gebäude wurde 2000 abgebrochen | D-6-71-152-51 | BW   |